# Duson
Duson est une ville des États-Unis située dans le sud de la Louisiane. Elle se trouve en partie sur la paroisse de l'Acadie (à l'ouest) et celle de Lafayette (à l'est).
Elle a été créée en même temps que la ligne de chemin de fer entre La Nouvelle-Orléans et Houston, ouverte en 1880. Elle est devenue officiellement un village le 16 décembre 1909. À cette époque, son économie était principalement agricole (coton).